# Carpathonesticus biroi
Carpathonesticus biroi är en spindelart som först beskrevs av Kulczynski 1895.  Carpathonesticus biroi ingår i släktet Carpathonesticus och familjen grottspindlar.
Artens utbredningsområde är Rumänien. Inga underarter finns listade.